# Viškovci (Pleternica)
Viškovci is een plaats in de gemeente Pleternica in de Kroatische provincie Požega-Slavonië. De plaats telt 270 inwoners (2001).